# 宋恩华
宋恩华（1953年1月—），男，黑龙江双城人，中华人民共和国政治人物。中共黑龙江省委党校党政干部专修科毕业，哈尔滨工业大学管理学院管理工程专业工学硕士学历。

## 生平
1974年3月加入中国共产党。历任共青团黑龙江省委副书记、书记；中共牡丹江市委副书记、代市长、市长；邯郸市委副书记、代市长、市长 等职。2002年1月任河北省人民政府副省长。2013年1月当选为河北省人大常委会党组副书记、常务副主任。2014年4月，任河北省人大常委会党组书记、常务副主任。2016年3月辞去河北省人大常委会副主任职务。